# Hazon (Anglia)
Hazon – przysiółek w Anglii, w Northumberland, w dystrykcie (unitary authority) Northumberland. Leży 9,7 km od miasta Alnwick, 40 km od miasta Newcastle upon Tyne i 438 km od Londynu. W latach 1870–1872 osada liczyła 116 mieszkańców.